# Lubenia
Pour la commune rurale, voir Lubenia (gmina).
Lubenia est une localité polonaise, siège de la gmina de Lubenia, située dans le powiat de Rzeszów en voïvodie des Basses-Carpates.